# ناحیه صوران (حلب)
ناحیه صوران (به عربی: ناحیة صوران) یک ناحیه در سوریه است که در منطقه اعزاز واقع شده‌است. ناحیه صوران ۳۰٬۰۳۲ نفر جمعیت دارد.